# Ostroróg (Adelsgeschlecht)

Das Nałęcz-Wappen der Ostroróg

Ostroróg ist ein polnisches Adelsgeschlecht der Wappengemeinschaft Nałęcz. Es gehörte zu den einflussreichsten Familien in Großpolen. Sie stellten Wojwoden, Kastellane und besetzten sogar das Amt des großpolnischen Generalstarosten und übernahmen, bei Abwesenheit des Königs, teilweise die Regentschaft des Königreichs Polen.

## Ursprung

Stadtwappen von Ostroróg

Gräfliches Wappen der Ostroróg

Der Familienname leitet sich von der gleichnamigen Ortschaft Ostroróg ab, die etwa 40 km nordwestlich von Posen liegt. Die Besitzer dort waren von Anfang an Adelsfamilien, die der Wappengemeinschaft Nałęcz angehörten. Auch das Stadtwappen von Ostroróg zeigt heute noch immer eine Binde (Nałęcz). Frühester Namensträger war Dziersław Grochoła, 1383 bis 1387 Kastellan von Santok, der sich nach seinem Besitz nun Grochoła z Ostroroga nannte. Unter diesen frühen Ostrorógs machte vor allem Sędziwój (Sandiwog) Ostroróg (1375–1441) auf sich aufmerksam als Heerführer gegen den Deutschen Orden und bei Einfällen in die Neumark. Er bemühte sich allerdings auch um Neuansiedlungen im Umfeld von Posen. Am 1. Juli 1419 gelang es ihm nach Genehmigung durch König Władysław Jagiełło die beiden Dörfer Więcewojszyno und Wojszyno zu vereinigen und zum sogenannten Magdeburger Recht auszusetzen. Diese neu entstandene Stadt nannte man Lwów und erst im 16. Jahrhundert wurde daraus Lwówek (zur Unterscheidung zum viel größeren Lwów in Galizien). Sezivoj Ostrorog wurde von Kaiser Maximilian I. auf dem Augsburger Konzil 1518  in den Reichsgrafenstand erhoben.

## Bedeutung

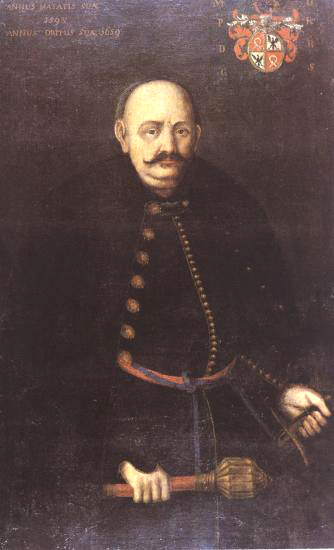
Mikolaj von Ostroróg, königlicher Mundschenk

Die Ostrorógs gewannen im 15. und 16. Jahrhundert durch ihre Stellung zu kirchlichen Fragen öffentliche Bedeutung. Darüber hinaus war Jan Ostroróg, Kastellan von Posen und Wojewode von Großpolen, der erste politische Schriftsteller Polens. Seine Enkel Jakub und Stanisław waren im 16. Jahrhundert Führer der Reformation in Großpolen.
In Polen selbst gab es zu dieser Zeit bis auf wenige Fürsten aus Litauen keine titulierten Familien, und das Führen solcher ausländischen Titel war dort ebenfalls nicht gestattet. Nach der Aufteilung Polens erhielt die Familie dann nachweislich durch die Besatzungsmächte eine Titelbestätigung. Und zwar am 17. März 1783 mit Hoch- u. Wohlgeboren sowie die Legitimation beim galizischen ständischen Kollegium als Graf am 9. September 1795 für Isidor bzw. am 8. Juli 1805 für Nicolaus. Die russische Grafenanerkennung erfolgte am 28. Juni 1844 für Rosalie Ostroróg, geb. Głogowska und ihren Sohn Leopold Ladislaus. Die Familie Ostroróg erlosch im Mannesstamm mit Jan Graf v. Ostroróg am 19. Dezember 1975, seine einzige Tochter, Anna Maria Christina, ist in dritter Ehe mit Graf Antoine de Chastel de la Howarderie verheiratet.

### Wichtige Vertreter des Adelsgeschlechts
- Sędziwój Ostroróg (1375–1441), Woiwode von Posen, Generalstarost von Großpolen
- Stanisław Ostroróg (Woiwode) (1400–1477), Woiwode von Posen, Generalstarost von Großpolen
- Jan Ostroróg (1436–1501), Woiwode von Posen, Berater König Kasimir IV. Jagiełło und Johann Albrechts
- Wacław Ostroróg (vor 1501–1527), Kastellan von Kalisz
- Jakub Ostroróg (1516–1568), Starost von Posen, Generalstarost von Großpolen, Führer der Reformation dort
- Stanisław Ostroróg (1519–1568), Kastellan von Międzyrzecz und Kamień Pomorski, Generalstarost von Großpolen, Führer der Reformation dort
- Jan Ostroróg (1565–1622), Woiwode von Posen, Schriftsteller, Naturforscher
- Mikołaj Ostroróg (1593–1651), Abgeordneter des Sejm walny, Marschall, Stolnik, Starost von Tykocin

## Nebenlinien
Sigismund Adalbert von Gorzeński, Königl. Kammerherr auf Schloss Śmiełów bei Żerków, gelang es anhand von Urkunden, den Zusammenhang seines Geschlechtes mit dem Hauptstamm Ostroróg nachzuweisen. Er erhielt zusammen mit seinen Brüdern durch preußische AKO vom 2. November 1870 die Genehmigung, den ursprünglichen Namen seines Geschlechtes Ostroróg wieder aufzunehmen und zu führen.

1449 erhielt Dobrogost I. Ostroróg (* ~1410, † 1478) das eingangs erwähnte Lwów von seinem Vater Sędiwój übereignet und nannte sich fortan Ostroróg-Lwowski. Dieser Zweig stellte mit Marcin II. Ostroróg-Lwowski (* ~1542, † 1590) den größten Grundbesitzer Großpolens während der zweiten Hälfte des 16. Jahrhunderts. Des Weiteren war er seit 1581 Kastellan von Kamien, Vertrauter König Siegfrieds, der im Namen des Königs die Prinzessin Bona Sforza in Italien heiratete und in einem einmaligen Hochzeitszug nach Polen zu König Siegfried (dem Älteren) führte.
Bereits 1623 ist der erste Zweig der Familie Ostroróg-Lwowski mit Jerzy Ostrorog-Lwowski, Starost von Miedzyrzew, erloschen.
Der zweite Zweig begann mit seinem jüngeren Bruder Stanislaus Ostrorog, Starost von Ostrzeszow, im Jahre 1548; die dritte Linie begann mit dem jüngeren Bruder, Piotr Ostrorog-Lwowski, der nach seiner Heirat mit Prinzessin Czarnkowska deren Namen annahm.
Die zweite Linie Ostrorog-Lwowski besteht bis heute in Polen, Deutschland, in den Vereinigten Staaten, in Portugal und Spanien. Fürst Edgar Lwowski (russische Linie) war der erste Ministerpräsident Russlands nach der Ermordung des Zaren. Er wurde von den Bolschewiki sechs Monate später eingekerkert und floh 1919 als Graf Ostrorog nach Paris, wo er 1925 starb.
Die dritte Linie Piotr hat eine eigene Stammtafel.